# Сун Лянь
Сун Лянь (кит. упр. 宋濂, пиньинь Sòng Lián, почётное имя кит. упр. 景濂, пиньинь Jinglian) (1310—1381) — китайский литератор и неоконфуцианский учёный эпохи конца империи Юань и начала империи Мин. Составитель Юань-ши. Советник императора и крупный государственный деятель ранней Мин. Член академии Ханьлинь.

## Биография
Сун Лянь родился в уезде Пуцзян региона Учжоу (современный городской округ Цзиньхуа провинции Чжэцзян), центре конфуцианского знания того времени. Он обладал замечательной способностью к учёбе, а среди его учителей были известные конфуцианцы Хуан Цзин, Лю Гуань и У Лай (благодаря этой подготовке его труды принадлежат к неоконфуцианской школе Цзиньхуа поздней Юань). Тем не менее (возможно, благодаря архаичному «высокому стилю» письма), на государственных экзаменах на должность он потерпел провал, что подорвало его доверие к юаньскому правлению.
Впоследствии он возглавил частную школу, которую некогда окончил. Его вовлечённость в управление школой не занимала много времени: считается, что, будучи землевладельцем в Восточном Чжэцзяне, он проводил время в праздности, обращая на себя внимание современников лишь своими книгами. К концу эпохи Юань он, возможно, был самым известным литератором эпохи.
В последние годы существования империи Юань он получил приглашение императора Тогон-Тэмура в члены придворной академии Ханьлинь, но отказался, сославшись на необходимость ухаживать за престарелыми родителями.
Однако после 1360 года он стал советником и идеологом Чжу Юаньчжана, в то время одного из вождей крестьянского восстания. Его влияние было столь велико, что ему приписывают преображение Чжу Юаньчжана из народного вождя в первого императора китайской империи Мин.
После восшествия Чжу Юаньчжана на престол в 1368 году Сун Лянь стал заметным государственным деятелем и продолжил выработку идеологии, обратив в том числе внимание на конфликт между священной традицией и требованиями современности (сохранилась его сатирическая работа Пань-тао Хэ-фу (кит. 蟠桃核賦), высмеивающая возникающие в среде чиновничества конфликты).
Сун Лянь преимущественно известен тем, что руководил составлением хроники предыдущей империи Юань — «Юань-ши». При составлении он
внёс значительные изменения в традицию официальной историографии. «Юань-ши» была окончена в 1370 году, и несмотря на ошибки и противоречия, является крупнейшим источником по средневековой истории Китая эпохи Юань, а также важным источником по истории северных и северо-западных соседей Китая.
Кроме «Юань-ши», Сун Лянь известен сборником биографий знаменитых людей, связанных с его родными краями — «Пуян-жэньу-цзи» (кит. трад. 浦陽人物集, упр. 浦阳人物集, пиньинь Puyang Renwu Ji, буквально: «Биографический сборник уроженцев Пуяна»), впоследствии неоднократно переиздававшимся и переведённым на японский, корейский и вьетнамский языки.
Сун Лянь также выступал в роли руководителя различных направлений в академии Ханьлинь и был известным теоретиком и критиком в области литературы и музыки (сохранились как его наставления по стихосложению, так и песни, а также работы, посвящённые игре на цине). Есть сведения о том, что он также писал работы, касающиеся буддизма и даосизма.
В литературе его книги известны как образец стиля гувэнь, хотя, в отличие от других авторов, использовавших его, Сун Лянь был скорее заинтересован в функциональности стиля для выражения идей, чем в стиле ради него самого.
В 1377 году Сун Лянь ушёл в отставку по возрасту и отправился на родину. В его отсутствие он был обвинён в «близости к изменнику» Ху Вэйюну (бывшему сподвижнику Хунъу, выступление которого было подавлено в 1380 году) и вместе с семьёй приговорён к ссылке. По пути к месту ссылки Сун Лянь скончался.

## Исторические интерпретации
В китайской образовательной традиции Сун Лянь стал одним из «трёх великих литераторов ранней Мин». Из-за его значительной политической роли официальная оценка его значительно менялась. Так, в период маоистской культурной революции он получил устойчивую негативную оценку проводника «помещичьей конфуцианской идеологии».